# Carmageddon TDR 2000
Carmageddon: Total Destruction Racing 2000, mais conhecido como Carmageddon TDR 2000 (ou Carmageddon 3: TDR 2000 na América do Norte), é um jogo de corrida que é uma sequência de Carmageddon II: Carpocalypse Now.
Foi desenvolvido pela Torus Games e lançado no Reino Unido e, 1 de setembro de 2000, e nos Estados Unidos foi lançado no dia 14 de dezembro de 2000.